# 오성륜
오성륜(吳成崙, 1898년 ~ 1947년)은 한국의 사회주의 계열 독립운동가로 활동하다 변절한 친일반민족행위자이다.

## 독립운동

### 의열단 활동
무정부주의 독립운동단체인 의열단의 단원이었던 그는 김익상, 이종암과 함께 1922년 3월 상하이의 황푸탄 부두에서 일본 육군대장 다나카 기이치(田中義一) 암살시도사건에 참여했다. 하지만 탄환이 빗나가는 바람에 계획은 실패했으며, 일본영사관내의 감옥에 갇혔다. 이때 같이 수감된 일본사람 다무라의 아내의 도움으로 가까스로 탈출한다.

### 사회주의계 독립운동가로서의 활동과 변절
상하이에서의 일본인 대장 암살이 실패하자, 오성륜은 모스크바로 건너가 동방노동자공산주의대학에서 공부하였는데 이는 무정부주의에서 공산주의로 이념을 바꾸었기 때문으로 추정된다. 1923년에는 고려공산당의 집행부대 성격을 가진 적기단에 가담했으며, 이듬해에는 중국 국민당과 중국 공산당간의 좌우합작으로 운영되던 황푸군관학교에서 교관으로 활동한다. 하지만 1927년 중국공산당의 광저우점령사건인 광둥코뮌 가담으로 광둥의 하이루펑 소비에트로 활동지역을 옮겼다. 이듬해 하이루펑 소비에트가 붕괴되면서 1929년에서 1930년 사이에 만주의 지린성 판스현에서 활동했다.이는 중국 공산당의 지시에 의한 것이었다. 조선사람인 오성륜의 중국 공산당에서의 활동은 1930년 코민테른에서 중국공산당은 만주내 조선인 공산주의 단체들을 흡수하라고 지시, 조선의 공산주의자들이 중국 공산당에 가입한 시대상황 때문이었다.
1931년 오성륜은 중국공산당 만주성위원회 판스현위의 무장조직인 적위대(赤衛隊)를 결성하였는데, 후에 동북항일연군의 모태가 되었다. 이때 그와 만주성위의 서기 나등현은 일제를 적으로 규정해야 한다고 보았으나, 중국 공산당에서 이를 인정하지 않음에 따라 중국인 지주들을 상대로 계급혁명을 벌였다. 하지만, 지주들의 저항으로 계급혁명은 실패했고, 오성륜은 적위대를 노농반일의용군으로 개칭했다. 또한 일제에 대항하는 비적인 상점대와 연합했으나,내부에서 항의가 있어서 조직이 분열되고 말았다. 이에 대해 만주성위에서는 중국인인 양징위를 대표로 파견, 지도기관 개조를 시작한다.(1932년 11월). 양징위는 의용군과 상점대의 분리를 항일운동 지속을 위해 거부하는 오성륜을 판스현 당대회에서 비판과 함께 반석현위 서기직에서 해임시켰다.
중국공산당에서 사회주의계 독립운동가로서의 뜻을 펼칠 수 없게 되자, 그는 1934년 11월 7일 동북인민혁명군 제1군의 제2사 정치부 주임으로 활동하였다. 동북인민혁명군은 남만주의 공산주의계 무장단체를 통합한 연합무장단체이다. 1935년 코민테른에서 계급혁명노선에서 반제국주의 인민전선전술로 활동방향을 바꾸면서 재만한인조국광복회를 1936년 6월에 결성한다. 또한 동북항일연군 제1로군 군수처장으로 승진하였으나, 동북항일연군은 일본의 겨울진압전과 집단수용시설인 집단부락 건설로 인한 민중들의 지원단절로 세력이 약해졌으며 오성륜 자신도 포위당한다. 결국 1941년 1월 항복하였으며 일본에 협력하고 말았다. 그래서 일본이 패망한후 팔로군에게 처형당한 것으로 잘못 알려지기도 했다. 하지만 그는 1947년 네이멍구 자치구에서 병사하였다. 오성륜의 사회주의계 독립운동가로서의 업적이 김일성의 업적으로 둔갑하여 조선민주주의인민공화국에서는 이를 근거로 김일성이 조국광복회를 결성했다고 기록해 왔다는 주장이 있다.

## 참고 문헌
- 우리역사의 수수께끼 2권, "김일성은 과연 조국광복회를 결성하였는가?",이덕일, 이희근 지음, P316-327,김영사